# Brauel (Hanstedt)
Brauel ist ein Ortsteil der Gemeinde Hanstedt in der Samtgemeinde Bevensen-Ebstorf im niedersächsischen Landkreis Uelzen. Brauel gehört zur Kirchengemeinde St. Georg in Hanstedt.

## Geografie und Verkehrsanbindung
Brauel liegt westlich des Kernortes Hanstedt I an der Landesstraße 250. Südlich fließt die Schwienau, ein linker Nebenfluss der Gerdau. Das 81 ha große Naturschutzgebiet Arendorfer Moor liegt südwestlich.